# Supercopa São Paulo de Futebol Júnior de 1994
A Supercopa São Paulo de Futebol Júnior de 1994 foi um torneio organizado pela Federação Paulista de Futebol reunindo 16 equipes que até então haviam sido campeãs e vices da Copa São Paulo de Futebol Júnior e disputado por jogadores de até 20 anos de idade. A primeira edição desta competição foi realizada de 2 à 12 de junho de 1994, às vésperas da Copa do Mundo dos Estados Unidos, e sediada em oito estádios da Grande São Paulo. Os 16 participantes foram separados em quatro grupos com quatro times cada um, sendo os dois primeiros colocados classificados para as quartas-de-final, cujos vencedores passavam para as semifinais até que sejam conhecidos os finalistas e por fim o campeão do torneio. A partir da fase seguinte, se uma partida terminasse empatada, haveria uma prorrogação de 30 minutos com morte súbita, quem fizesse o gol estaria automaticamente classificado para a próxima etapa. Caso contrário, a decisão seria nas cobranças de pênaltis.

O Atlético-MG sagrou-se campeão da 1ª Supercopa São Paulo de Futebol Júnior após vencer o Internacional por 1x0.

## Equipes participantes
Estas são as 16 equipes que participaram da primeira edição da Supercopa São Paulo de Futebol Júnior: Atlético-MG, Botafogo-SP, Corinthians, Flamengo, Fluminense, Guarani, Internacional, Juventus-SP, Marília, Nacional-SP, Palmeiras, Ponte Preta, Portuguesa, Santos, São Paulo e Vasco da Gama.

## Transmissão pela TV
A TV Cultura de São Paulo, a CNT/Gazeta e a Rede Bandeirantes fizeram a cobertura televisiva da 1ª Supercopa São Paulo de Juniores. Até o dia da final, cada uma dessas emissoras elaboraram esquemas diferentes de transmissão: a TV Cultura mostrou ao vivo cinco partidas no horário das 15 horas (Palmeiras x Marília, Santos x Flamengo, São Paulo x Juventus-SP, Flamengo x Botafogo-SP e Atlético-MG x Flamengo), a CNT/Gazeta exibiu ao vivo quatro partidas à tarde entre 16 e 17 horas (Vasco x São Paulo, Fluminense x Palmeiras, Internacional x Nacional-SP e São Paulo x Internacional) e a Rede Bandeirantes apresentou apenas dois jogos noturnos entre 20 e 21 horas (Santos x Corinthians e São Paulo x Fluminense). A decisão do torneio entre Atlético-MG e Internacional ocorreu às 14h30 e foi transmitida ao vivo pela Rede Bandeirantes e TV Cultura (a CNT/Gazeta não exibiu o jogo por causa da transmissão ao vivo do Grande Prêmio de Detróit de Fórmula Indy). Ao todo, foram transmitidos ao vivo 12 jogos pela televisão.

## Primeira Fase

### Grupo A
| Time             | Pts | J | V | E | D | GP | GS | SG |
| ---------------- | --- | - | - | - | - | -- | -- | -- |
| Atlético Mineiro | 6   | 3 | 2 | 0 | 1 | 5  | 4  | +1 |
| Fluminense       | 6   | 3 | 2 | 0 | 1 | 5  | 4  | +1 |
| Marília          | 4   | 3 | 1 | 1 | 1 | 3  | 3  | 0  |
| Palmeiras        | 1   | 3 | 0 | 1 | 2 | 2  | 4  | -2 |

2 de junho:

 Palmeiras 1 x 1  Marília

 Atlético Mineiro 3 x 2  Fluminense

4 de junho:

 Marília 1 x 2  Fluminense

 Atlético Mineiro 2 x 1  Palmeiras

6 de junho:

 Marília 1 x 0  Atlético Mineiro

 Fluminense 1 x 0  Palmeiras

### Grupo B
| Time        | Pts | J | V | E | D | GP | GS | SG |
| ----------- | --- | - | - | - | - | -- | -- | -- |
| Flamengo    | 6   | 3 | 2 | 0 | 1 | 3  | 2  | +1 |
| Nacional-SP | 4   | 3 | 1 | 1 | 1 | 5  | 4  | +1 |
| Santos      | 4   | 3 | 1 | 1 | 1 | 2  | 2  | 0  |
| Corinthians | 3   | 3 | 1 | 0 | 2 | 4  | 6  | -2 |

2 de junho:

 Corinthians 0 x 1  Flamengo

 Nacional-SP 0 x 0  Santos

4 de junho:

 Flamengo 0 x 1  Santos

 Nacional-SP 4 x 2  Corinthians

6 de junho:

 Flamengo 2 x 1  Nacional-SP

 Santos 1 x 2  Corinthians

### Grupo C
| Time          | Pts | J | V | E | D | GP | GS | SG |
| ------------- | --- | - | - | - | - | -- | -- | -- |
| São Paulo     | 7   | 3 | 2 | 1 | 0 | 7  | 3  | +4 |
| Juventus-SP   | 6   | 3 | 2 | 0 | 1 | 3  | 1  | +2 |
| Ponte Preta   | 4   | 3 | 1 | 1 | 1 | 4  | 3  | +1 |
| Vasco da Gama | 0   | 3 | 0 | 0 | 3 | 3  | 9  | -6 |

2 de junho:

 Juventus-SP 1 x 0  Vasco da Gama

 São Paulo 1 x 1  Ponte Preta

4 de junho:

 Ponte Preta 0 x 2  Juventus-SP

 Vasco da Gama 2 x 5  São Paulo

6 de junho:

 Ponte Preta 3 x 0  Vasco da Gama

 São Paulo 1 x 0  Juventus-SP

### Grupo D
| Time          | Pts | J | V | E | D | GP | GS | SG |
| ------------- | --- | - | - | - | - | -- | -- | -- |
| Internacional | 7   | 3 | 2 | 1 | 0 | 4  | 2  | +2 |
| Botafogo-SP   | 5   | 3 | 1 | 2 | 0 | 3  | 1  | +2 |
| Portuguesa    | 4   | 3 | 1 | 1 | 1 | 4  | 3  | +1 |
| Guarani       | 0   | 3 | 0 | 0 | 3 | 1  | 6  | -5 |

2 de junho:

 Portuguesa 1 x 1  Botafogo-SP

 Internacional 2 x 1  Guarani

4 de junho:

 Guarani 0 x 2  Botafogo-SP

 Portuguesa 1 x 2  Internacional

6 de junho:

 Botafogo-SP 0 x 0  Internacional

 Guarani 0 x 2  Portuguesa

## Fase Final
|  | Quartas de final | Quartas de final     |                        |       | Semifinais | Semifinais |  |  | Final | Final |
|  |                  |                      |                        |       |            |            |  |  |       |       |
|  |                  |                      |                        |       |            |            |  |  |       |       |
|  |                  |                      |                        |       |            |            |  |  |       |       |
|  | Atlético Mineiro | 1                    |                        |       |            |            |  |  |       |       |
|  | Atlético Mineiro | 1                    |                        |       |            |            |  |  |       |       |
|  | Juventus-SP      | 0                    |                        |       |            |            |  |  |       |       |
|  | Juventus-SP      | 0                    | Atlético Mineiro (pen) | 1 (4) |            |            |  |  |       |       |
|  |                  |                      | Atlético Mineiro (pen) | 1 (4) |            |            |  |  |       |       |
|  |                  | Flamengo             | 1 (3)                  |       |            |            |  |  |       |       |
|  | Flamengo         | Flamengo             | 1 (3)                  | 2     |            |            |  |  |       |       |
|  | Flamengo         |                      |                        | 2     |            |            |  |  |       |       |
|  | Botafogo-SP      | 1                    |                        |       |            |            |  |  |       |       |
|  | Botafogo-SP      | 1                    | Atlético Mineiro       | 1     |            |            |  |  |       |       |
|  |                  |                      | Atlético Mineiro       | 1     |            |            |  |  |       |       |
|  |                  | Internacional        | 0                      |       |            |            |  |  |       |       |
|  | São Paulo        | Internacional        | 0                      | 4     |            |            |  |  |       |       |
|  | São Paulo        |                      |                        | 4     |            |            |  |  |       |       |
|  | Fluminense       | 1                    |                        |       |            |            |  |  |       |       |
|  | Fluminense       | 1                    | São Paulo              | 2     |            |            |  |  |       |       |
|  |                  |                      | São Paulo              | 2     |            |            |  |  |       |       |
|  |                  | Internacional (g.o.) | 3                      |       |            |            |  |  |       |       |
|  | Internacional    | Internacional (g.o.) | 3                      | 1     |            |            |  |  |       |       |
|  | Internacional    |                      |                        | 1     |            |            |  |  |       |       |
|  | Nacional-SP      | 0                    |                        |       |            |            |  |  |       |       |
|  | Nacional-SP      | 0                    |                        |       |            |            |  |  |       |       |

### Quartas-de-Final
8 de junho:

 Atlético Mineiro 1 x 0  Juventus-SP

 Flamengo 2 x 1  Botafogo-SP

 São Paulo 4 x 1  Fluminense

 Internacional 1 x 0  Nacional-SP

### Semifinais
10 de junho:

 Atlético Mineiro 1 x 1  Flamengo

(nos pênaltis, 4 x 3 para o Atlético-MG)

 São Paulo 2 x 2  Internacional

(na morte súbita, 1 x 0 para o Internacional)

### Final
12 de junho: 

 Atlético Mineiro 1 x 0  Internacional

## Premiação
| Supercopa São Paulo de Futebol Júnior de 1994 |
| Minas Gerais                                  |
| --------------------------------------------- |
| ATLÉTICO MINEIRO Campeão (1º título)          |